# Chiesa della Natività di Maria Vergine (Marene)
La chiesa della Natività di Maria Vergine è la parrocchiale di Marene, in provincia di Cuneo e arcidiocesi di Torino; fa parte del distretto pastorale Torino Sud-Est.

## Storia
All'inizio del XVIII secolo l'antica pieve di Santa Maria era insufficiente a soddisfare le esigenze dei fedeli e, in più, sorgeva fuori dal centro abitato. Così, l'architetto monregalese Francesco Gallo venne incaricato di progettare la nuova chiesa, la prima pietra della quale fu posta nel 1723; i lavori terminarono nel 1741, anni in cui si tenne la cerimonia di inaugurazione a cui partecipò anche la principessa Isabella di Savoia.
Nel 1751 si procedette a costruire la torre campanaria e nel 1767 venne realizzata la sagrestia, mentre l'apparato delle decorazioni fu rifatto nel 1914.
Un intervento di restauro interessò la facciata nel 1993 e un decennio dopo la chiesa venne adeguata alle norme postconciliari; negli anni successivi furono eseguiti altri lavori di restauro.

## Descrizione

### Esterno
La simmetrica facciata della chiesa, rivolta a sudovest e rivestita in mattoni a faccia vista, è suddivisa da una cornice marcapiano in due registri, entrambi scanditi da lesene e semicolonne e abbelliti da specchiature; l'ordine inferiore presenta il portale d'ingresso, sormontato da un timpano triangolare la cui codice inferiore è spezzata, mentre quello superiore è caratterizzato dal rosone ellittico e coronato dal frontone.
Annesso alla parrocchiale è il campanile a pianta quadrata; la cella presenta su ogni lato una monofora sormontata da un oculo ed è coronata dalla cupoletta poggiante sul tamburo.

### Interno
L'interno dell'edificio si compone di un'unica navata, sulla quale si affacciano le cappelle laterali, introdotte da archi a tutto sesto, e le cui pareti sono scandite da paraste sorreggenti la trabeazione modanata e aggettante sopra la quale si imposta la volta a botte unghiata; al termine dell'aula si sviluppa il presbiterio, introdotto dall'arco santo, rialzato di due gradini e chiuso dall'abside semicircolare.
Qui sono conservate diverse opere di pregio, tra le quali la pala con soggetto San Giovanni Decollato, eseguita presumibilmente da Jean Claret, e l'altare maggiore, costruiti da Cipriano Beltramelli nel 1741.